# Kościół św. Franciszka z Asyżu w Brzezinach
Kościół świętego Franciszka z Asyżu – rzymskokatolicki kościół parafialny należący do Franciszkanów. Znajduje się w dekanacie brzezińskim archidiecezji łódzkiej.

## Historia
Obecna świątynia została wybudowana na miejscu poprzedniej dzięki staraniom Adama Lasockiego i jego żony Teofili. Budowla została konsekrowana przez sufragana włocławskiego Andrzeja Albinowskiego w dniu 28 sierpnia 1700 roku. Zabudowania klasztorne były wznoszone etapami dzięki ofiarom różnych dobroczyńców. W 1736 roku budynki klasztorne zostały opasane murami. W latach 1755 – 1763 kościół otrzymał jednolite wyposażenie wnętrza, którego autorem był snycerz Józef Eglauner. W 1864 roku klasztor został skasowany za udział Franciszkanów w powstaniu styczniowym. Odtąd nabożeństwa były odprawiane przez kapłana diecezjalnego, który zajmował również część klasztoru. Kilka cel narożnych na piętrze zostało przebudowanych na cerkiew. Część pozostałych budynków została przeznaczona na urzędy starostwa. Franciszkanie z prowincji Matki Bożej Anielskiej objęli zespół klasztorny w posiadanie w 1921 roku. Podczas II wojny światowej, w 1941 roku, hitlerowcy usunęli Franciszkanów, a świątynię przeznaczyli na magazyn odzieży i amunicji. W dniu 19 stycznia 1945 roku Niemcy podpalili budynki klasztorne. Wnętrze świątyni zostało wypalone, a klasztor został zniszczony. Odbudowa trwała w latach 1947 – 1952. Także w późniejszych latach były prowadzone prace restauracyjne i uzupełniające, m.in. zaadaptowano nie ukończone jeszcze wschodnie skrzydło klasztoru na salę teatralno-kinową „Pokój i Dobro”. W dniu 7 lutego 2009 roku został poświęcony odrestaurowany według przedwojennych planów ołtarz główny świątyni, dedykowany św. Franciszkowi z Asyżu. W dniu 30 listopada 2008 roku przy klasztorze została utworzona parafia św. Franciszka z Asyżu na mocy dekretu księdza arcybiskupa Władysława Ziółka, metropolity Łódzkiego.